# Hongyan He
Hongyan He (kinesiska: 红岩河) är ett vattendrag i Kina. Det ligger i den centrala delen av landet, 1 100 km sydväst om huvudstaden Peking.